# 蘇爾卡瓦

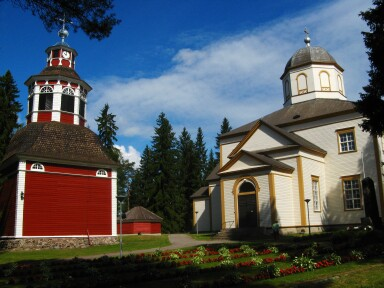
苏尔卡瓦教堂

蘇爾卡瓦（芬蘭語：Sulkava）是位于芬蘭南薩沃尼亞區的市鎮，位於該國東南部，始建於1630年，面積769.20平方公里，2017年8月底人口2,608，人口密度為每平方公里4.46人。
苏尔卡瓦的市镇税率为21.5%（2017年），在芬兰市镇税中排名第51高。
苏尔卡瓦以在每年七月举办的苏尔卡瓦划船大赛而著称。划船的路径是在塞马湖中环绕帕尔塔拉岛，长约60公里。

## 地理
苏尔卡瓦市中心距离萨翁林纳和尤瓦的市中心的最短路径都是约为37.7公里。苏尔卡瓦的周围市镇为尤瓦、普马拉、兰塔萨尔米、鲁奥科拉赫蒂及萨翁林纳。

## 历史
在苏尔卡瓦有史前留下的人类居住的痕迹。在1630年苏尔卡瓦成为一个独立的市镇。同年苏尔卡瓦堂区也从邻近的堂区分离成独立的堂区。

## 人口
2016人口年齡分布資料為：
- 0-14歲 9.5%
- 15-64歲 54.3%
- +64歲 36.2%

2016母語資料為：
- 芬蘭語 97.5%
- 瑞典語 0.1%
- 其他 2.4%

## 图集

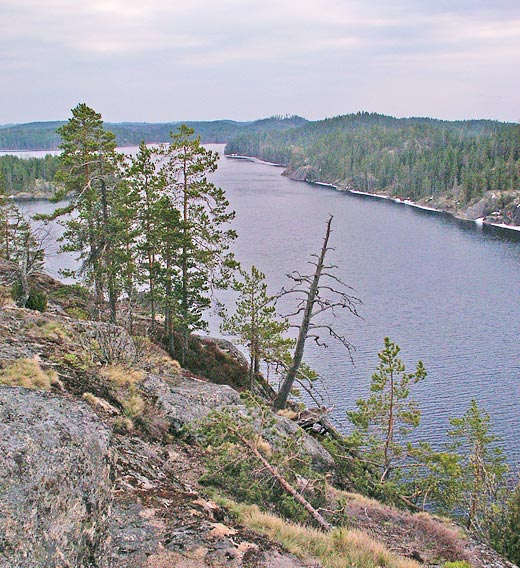
苏尔卡瓦风景
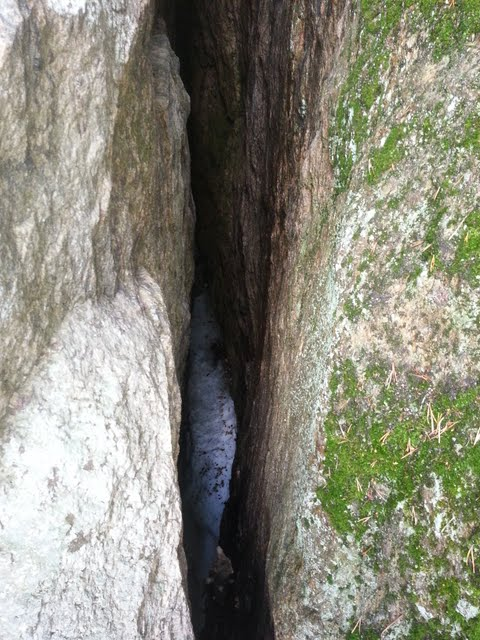
苏尔卡瓦风景
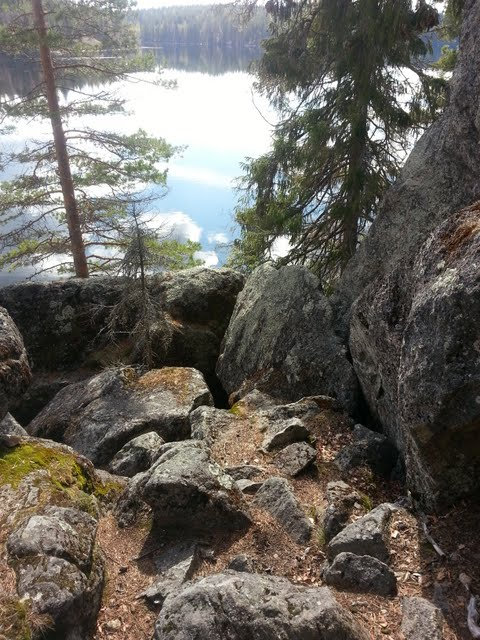
苏尔卡瓦风景
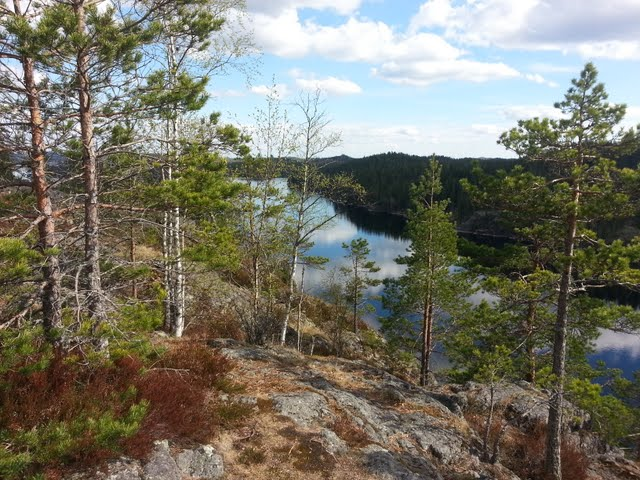
苏尔卡瓦风景

## 外部連結
- 苏尔卡瓦市镇官方网站 （文） （英文） （俄文） （德文）
- 苏尔卡瓦划船大赛官方网站 （页面存档备份，存于） （文） （英文）